# Paulína Hudáková
Paulína Hudáková (* 23. února 1998, Švedlár, Slovensko) je slovenská florbalistka a reprezentantka. Na mistrovství světa v roce 2017 vytvořila rekord v počtu bodů získaných na jednom mistrovství. Na klubové úrovni je mistryní Slovenska ze sezóny 2016/2017 a Česka ze sezóny 2021/2022.

## Klubová kariéra
Hudáková s florbalem začínala v klubu FBK Kométa Spišská Nová Ves společně svým dvojčetem Kristínou. Kométu v sezóně 2016/2017 dovedla k prvnímu titulu ve Slovenské extralize, po té co jako nejproduktivnější hráčka v rozhodujícím zápase finálové série vstřelila šest branek, včetně vítězné, a na další dvě asistovala. Její sestra vstřelila další dva góly.
Po vítězné sezóně přestoupila společně s Kristínou do české extraligy do klubu FBC Ostrava. V sezóně 2018/2019 Hudáková vyhrála bodování v základní části a pomohla tak svému týmu k zisku třetího místa celkově i po základní části. Ve stejné sezóně vyhrály Pohár Českého florbalu, ve kterém Hudáková ve finále vstřelila dvě branky a na další dvě asistovala. Její sestra měla stejný bodový zápis. Další ligový bronz získaly o dva roky později. V sezóně 2021/2022 vybojovaly první klubový mistrovský titul, ke kterému přispěla asistencí v Superfinále. Na následném Poháru mistrů získaly bronz.

## Reprezentační kariéra

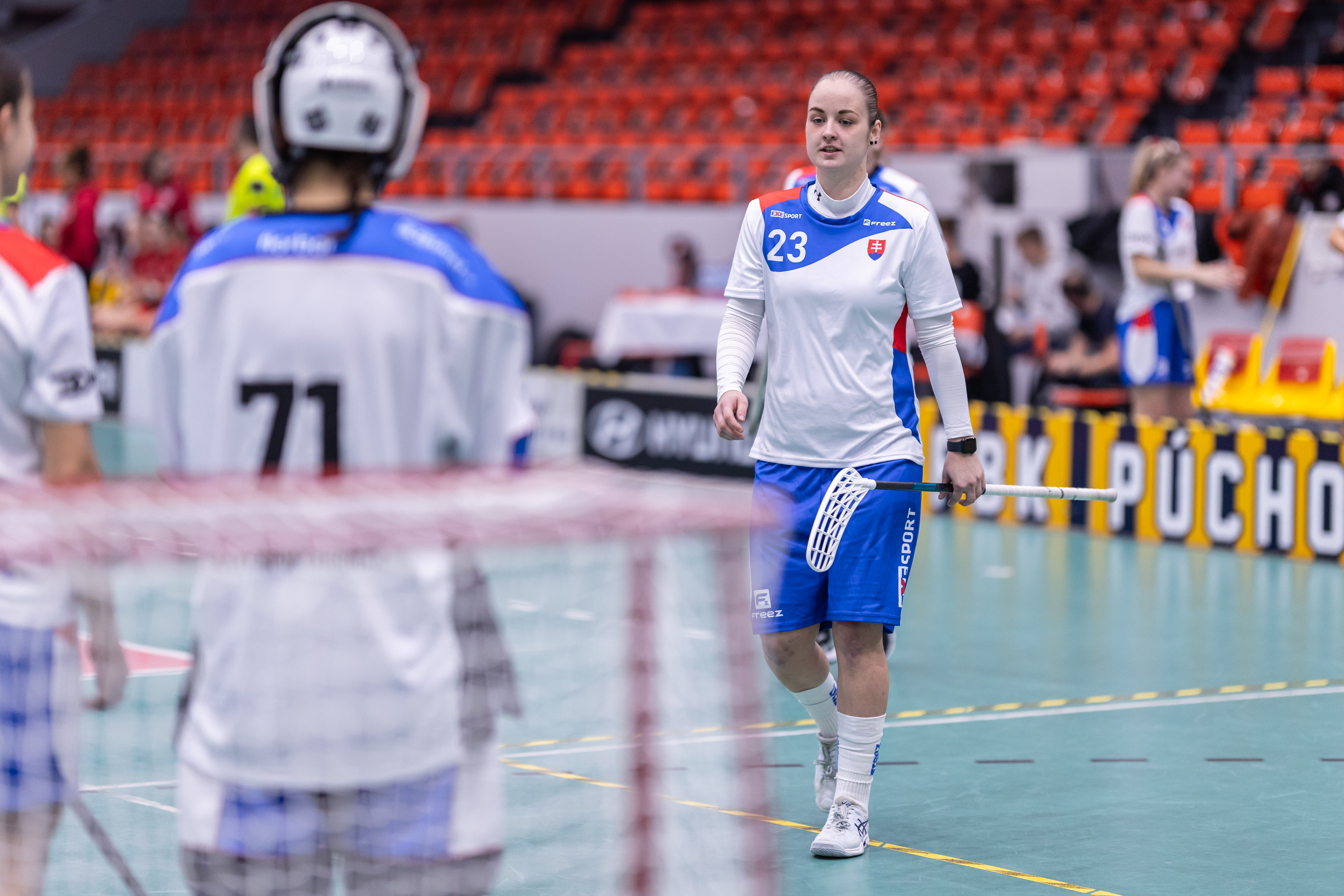
Paulína Hudáková v přátelském zápase proti Švýcarsku v roce 2024

S juniorskou reprezentací si Hudáková se sestrou zahrály na mistrovství světa v roce 2014, kde Slovensko obsadilo páté místo a Hudáková byla zařazena do All Star týmu.

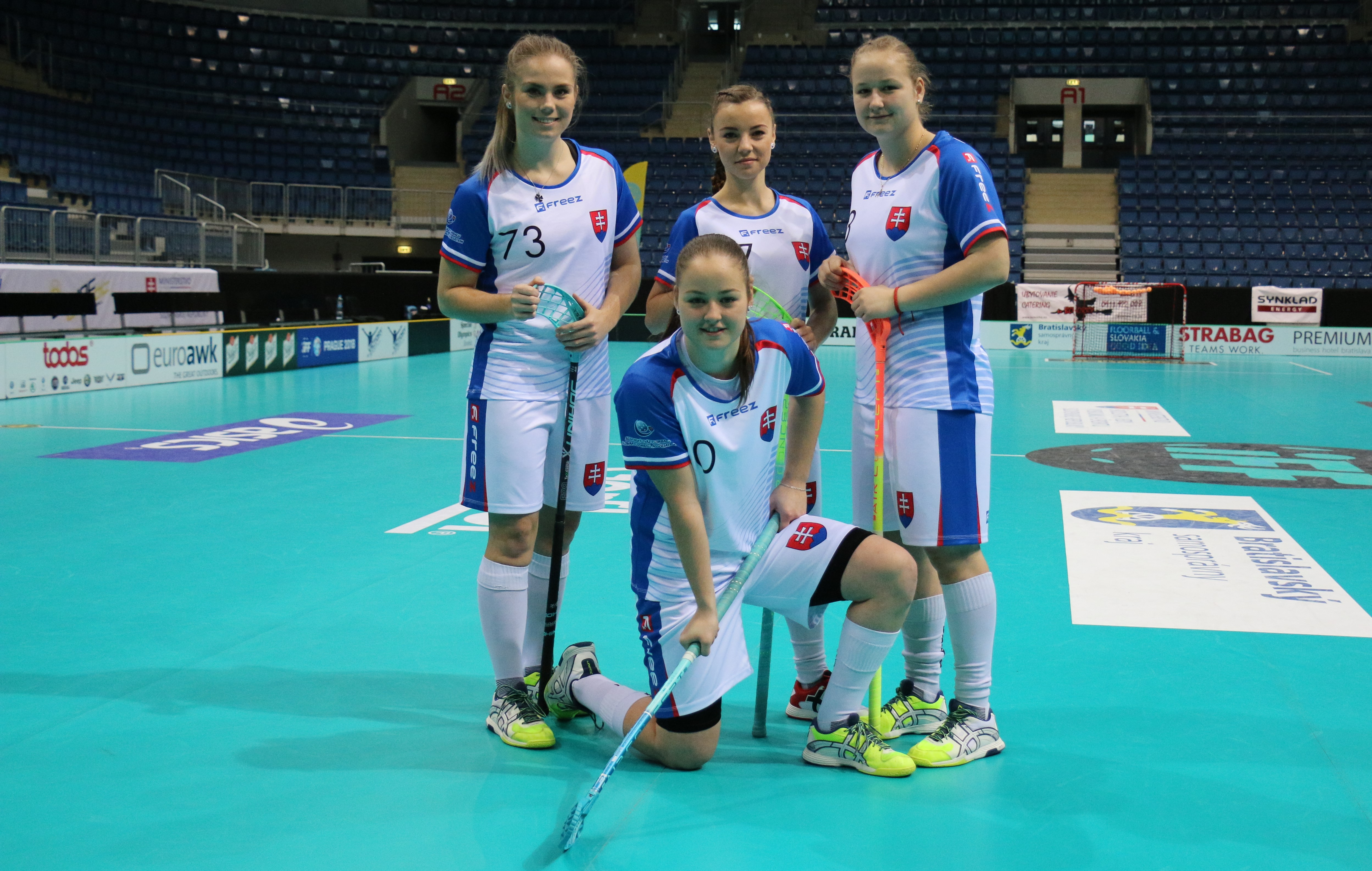
Paulína Hudáková se spoluhráčkami, včetně sestry Kristíny Hudákové, na Mistrovství světa 2017

S ženskou reprezentací se zúčastnila pěti mistrovství světa mezi lety 2015 a 2023, všech opět se sestrou. Na šampionátu v roce 2017 byla na prvním místě v počtu asistencí, kanadských bodů a byla zvolena znovu členkou All Star týmu. S 27 body za 12 gólů a 15 asistencí vytvořila nový rekord v počtu bodů získaných na jednom mistrovství světa. Na tomto turnaji Slovensko dosáhlo svého nejlepšího umístění, pátého místa. Hudáková v rozhodujícím zápase vstřelila branku a její sestra dvě, včetně vítězné. Stejné umístění zopakovaly v roce 2023.
Celkově je Hudáková šestou nejproduktivnější hráčkou historie na mistrovstvích světa.

### Reprezentační statistiky na vrcholných turnajích
| Rok                    | Reprezentace           | Turnaj                 | Umístění               |    | Z  | G  | A  | B | TM |
| ---------------------- | ---------------------- | ---------------------- | ---------------------- | -- | -- | -- | -- | - | -- |
| 2014                   | Slovensko 19           | MS U19                 | 5.                     | 4  | 6  | 2  | 8  | 2 |    |
| 2015                   | Slovensko              | MS                     | 8.                     | 7  | 8  | 7  | 15 | 4 |    |
| 2017                   | Slovensko              | MS                     | 5.                     | 7  | 12 | 15 | 27 | 2 |    |
| 2019                   | Slovensko              | MS                     | 6.                     | 7  | 9  | 13 | 22 | 0 |    |
| 2021                   | Slovensko              | MS                     | 6.                     | 7  | 4  | 2  | 6  | 0 |    |
| 2023                   | Slovensko              | MS                     | 5.                     | 7  | 6  | 3  | 9  | 0 |    |
| Reprezentace U19       | Reprezentace U19       | Reprezentace U19       | Reprezentace U19       | 4  | 6  | 2  | 8  | 2 |    |
| Ženská reprezentace MS | Ženská reprezentace MS | Ženská reprezentace MS | Ženská reprezentace MS | 35 | 39 | 40 | 79 | 6 |    |